# Crocidura solita
Crocidura solita (лат.) — вид млекопитающих рода белозубки из семейства землеройковые. Эндемик индонезийского острова Сулавеси.

## Распространение
Этот вид известен на трех горах в центрально-западном районе острова Сулавеси (горы Латимоджонг и Рорекатимбо, провинция Центральный Сулавеси, и гора Ганданг Девата, провинция Западный Сулавеси). Встречи этого вида охватывают широкий диапазон высот от 700 до 2600 м. На горе Ганданг Девата C. solita синтопически встречалась со своим сестринским видом Crocidura ordinaria на средних и больших высотах (около 1600 и 2600 м).

## Описание
Белозубка среднего размера (длина тела около 7 см) с серой шерстью на спине и более светлой серой брюшной шерстью. Длина хвоста немного меньше длины головы и тела. Хвост лишь слегка двухцветный, но у некоторых особей есть по крайней мере несколько белых наложенных волосков, что придает ему несколько серебристый вид, особенно возле кончика. Дорсально лапы светлее окружающей шерсти, обычно от светло-коричневого сзади к почти белому на пальцах. Вентрально вокруг тенара и гипотенара подушечки стопы темнее, чем на окружающих подошвенных и ладонных поверхностях; задние лапы обычно темнее передних. Наружные уши немного светлее окружающей шерсти. Мистациальные вибриссы короткие и в основном не пигментированы, но некоторые из более длинных задних вибрисс имеют пигментацию в основании.